# Челмсфорд
Челмсфорд (енгл. Chelmsford) је град у Уједињеном Краљевству у Енглеској. Према процени из 2007. у граду је живело 103.783 становника.

## Становништво
Према процени, у граду је 2008. живело 103.783 становника.
| 1981.  | 1991.  | 2001.  |
| ------ | ------ | ------ |
| 91.109 | 97.451 | 99.962 |

## Партнерски градови
- Аноне
- Бакнанг
- Беневенто